# Daniel Hernández Ruipérez
Daniel Hernández Ruipérez (Peñaranda de Bracamonte, Salamanca; 1954) es un matemático español y exrector de la Universidad de Salamanca.

## Trayectoria académica
En 1976 se licenció en Ciencias Matemáticas por la Universidad de Salamanca, donde continuó estudiando su doctorado, a la vez que ejerciendo como profesor ayudante, obteniendo el grado de Doctor en 1978 con su trabajo de tesis "Dualidad en Espacios Algebraicos", dirigida por el Profesor Sancho Guimerá. Continuó su trayectoria como profesor agregado interino (1978‐1982), adjunto de Geometría (1982) y agregado de Topología (1983), hasta alcanzar la Cátedra de Geometría y Topología en septiembre de 1983.
Vinculado a la Universidad de Salamanca, a la que ha dedicado su trabajo, viene impartiendo docencia en las diversas titulaciones de la Facultad de Ciencias (Matemáticas, Físicas, Ingenierías), así como en doctorados y másteres. 
Su labor investigadora se ha centrado en el campo de la Geometría Algebraica, donde ha participado y dirigido diversos proyectos de investigación regionales, nacionales y europeos y tesis doctorales. También ha organizado numerosos congresos y reuniones científicas internacionales y desarrollado periodos temáticos de investigación. Ha publicado multitud de artículos en revistas de alto índice de impacto en Matemáticas, un libro de texto y dos libros de investigación en editoriales de prestigio ("The Geometry of Supermanifolds", en Kluwer y "Fourier-Mukai and Nahm transforms in Geometry and Physics", en Birkhäuser), así como dirigido un Grupo de Excelencia reconocido por la Junta de Castilla y León. Como aval de la calidad de su labor científica, está en posesión de 6 sexenios de investigación, y ha sido reconocido con el premio María de Maeztu a la excelencia Investigadora de la Universidad de Salamanca en el año 2009.
Ha dado cursos y seminarios en numerosas universidades, especialmente en Trieste, Génova, Berlín, Lisboa, Filadelfia, Cambridge y Guanajuato.
Su labor investigadora se ha centrado en la Geometría Algebraica, donde ha participado y dirigido diversos proyectos de investigación regionales, nacionales y europeos, tesis doctorales, además de organizar numerosos congresos y reuniones científicas internacionales.

## Experiencia en gestión
Ha intervenido en la gestión para la Universidad de Salamanca, de forma prácticamente ininterrumpida desde que en 1984 fue nombrado Vicedecano de la Facultad de Ciencias. En los años ochenta participó activamente en la transformación de la Universidad de Salamanca, al frente del Decanato de la Facultad de Ciencias (1987‐1990) y de la Dirección del Departamento de Matemática Pura y Aplicada (1992‐1998). En esa misma época fue miembro de la Junta de Gobierno y de sus distintas Comisiones Delegadas, así como del Consejo de Investigación y de la Comisión de Reclamaciones de la Universidad. 
Más recientemente, ha formado parte, por segunda vez, del Consejo de Investigación de la Universidad (1998‐2003), ocupado el cargo de director del Departamento de Matemáticas (2004‐2008) y formado parte del Consejo de Gobierno y de la Junta Consultiva de la Universidad. Desde abril de 2008 hasta diciembre de 2009 fue director del Instituto Universitario de Física Fundamental y Matemáticas.
Desde el 18 de diciembre de 2009 al 18 de diciembre de 2017, ha ocupado el cargo de Rector de la Universidad de Salamanca.

## Reconocimientos externos
Ha sido vicepresidente de la Real Sociedad Matemática Española, RSME (1988‐1996), en cuya Junta directiva ha sido vocal y fue designado presidente de la Comisión para la Celebración del Centenario de la RSME.
En 2014 fue nombrado Académico Correspondiente Nacional de la Real Academia de Ciencias Exactas, Físicas y Naturales, asignado a la Sección de Ciencias Exactas. 
Ha presidido comités de evaluación externa de titulaciones en varias universidades (1998‐2000) y participó como evaluador en los programas de acreditación de profesorado de diversas Agencias como ANECA, ACSUCYL y ACAP.
Tiene diversos reconocimientos por su labor como la Orden de Bernardo O'Higgins, en el grado de Comendador (2014), la más alta distinción que Chile otorga a un ciudadano extranjero, o la Cruz del Mérito Policial con Distintivo Blanco (2013). Asimismo, le fue concedida la Medalla de Honor Sanmarquina en grado de Gran Cruz, concedida por la Universidad Nacional Mayor de San Marcos de Lima (2015). Recibió la condecoración de la Orden del Sol Naciente, Estrella de Oro y Plata, por su contribución al fortalecimiento de las relaciones internacionales de Japón y la promoción de la cultura japonesa, que le fue concedida por el Emperador de Japón (2016). También en 2016, le fue concedida la Medalla de Oro de Peñaranda de Bracamonte, su ciudad natal (2016). En 2017 le fue concedido por el Gobierno español el ingreso en la Orden de Alfonso X el Sabio en grado de Encomienda con Placa.

## Dimensión internacional
Durante su etapa como rector, ha ocupado diversos cargos en organismos de carácter internacional como el Comité Asesor de Rectores del Grupo Coimbra de universidades europeas históricas, Presidencia del Grupo Tordesillas de universidades, el Consejo de Administración de UNIVERSIA, los "Administrative Board" de la Asociación Internacional de Universidades (IAU) y de la Asociación de Universidades Europeas y Árabes, o los grupos CRUNO y CRUSOE, de Universidades del Noroeste de España y Portugal, y del Suroeste Europeo, de los que ha sido Vicepresidente. También ha formado parte del Consejo Ejecutivo del SICELE (Sistema Internacional de Certificación del Español como Lengua Extranjera) y del Comité directivo del SIELE (Sistema Internacional de Evaluación de la Lengua Española), el primer certificado en línea del español, creado durante su mandato por el Instituto Cervantes, la Universidad de Salamanca, la Universidad Nacional Autónoma de México y la Universidad de Buenos Aires.
En el ámbito nacional, desde 2014 hasta el término de su periodo como rector, ha sido el presidente de la Comisión Sectorial Crue-Internacionalización y Cooperación de la Conferencia de Rectores de las Universidades Españolas..